# Ичо Вощарански
Дедо Ичо или Ицко е български революционер, първи лерински войвода на Вътрешната македоно-одринска революционна организация.

## Биография
Дядо Ичо е роден в леринското село Вощарани, тогава в Османската империя. Присъединява се към ВМОРО и от лятото на 1899 година ръководи чета от 4 души. За район на действие има Чеганската планина около Сетино до началото на 1900 година, когато четата се разпада. Дядо Ичо е районен войвода на чета в Леринско по време на Илинденско-Преображенското въстание, действа в пункта Каймакчалан - Нидже планина, заедно с Лечо Настев и Дачо Георгиев, специалист по динамит.